# صحة الفم خلال فترة الحمل
يخضع جسم المرأة لعدة تغييرات خلال الحمل. بعض هذه التغيرات تحدث في تجويف الفم؛ والتي قد تسبب تسوس للأسنان وفقدان الأنسجة اللثوية والداعمة للاسنان، فمن المهم العناية بالأسنان للحفاظ على صحة الفم.

## التغييرات النفسية أثناء الحمل
الزيادة في مستويات هرمون البروجستيرون والاستروجين يؤدي إلى تغيرات في نسيج اللثة والفم؛ تصبح أنسجة اللثة أكثر عرضة للتهيج. يزداد تدفق الدم ونفاذية الأوعية في اللثة، بالإضافة إلى تغيرات في إنتاج الكولاجين. يقل انخفاض الكالسيوم والفوسفات في اللعاب مما يؤدي إلي تَغيير الأس الهيدروجيني/الحمضية، مما يؤدي إلى تغييرفي تكوين اللعاب، ووسط التجويف الفموي.

## علاج الأسنان أثناء الحمل
كانت هناك اقتراحات بأن النساء الحوامل يجب أن تنتظر بعد ولادة الطفل لعمل أي علاج للأسنان لتجنب أي آثار ضارة على الأم والجنين خلال فترة الحمل، ولكن لا يوجد دليل يدعم هذا التجنب. يفضل علاج الأسنان خلال الثلث الثاني من الحمل، ومع ذلك في حالات الطوارئ يجب إجراء العلاج بغض النظرعن فترة الحمل. يجب على الممارسين الحفاظ على تقصير مدة زيارة علاج الأسنان، والحد من التدخل العلاجي.
ضغط الدم والناتج القلبي ينخفض في النساء الحوامل، للتغلب على نقص ضغط الدم المحتملة الناجمة عن وضع الأفقي (المستلقي) في كرسي الأسنان ، فمن المستحسن أن يرفع الورك الأيمن من 10 إلى 12 سم عن طريق وضع وسادة أو شلتة. وهذا يعني أن مستوى أو وضع المريضة يجب أن يرتفع عن مستوى القدم في الثلث الثاني والثالث من فترة الحمل. وإن لزم الأمر فيجب على الطبيب إمالة المريضة على جانبها الأيسر بنسبة 5% إلى 15% لتخفيف الضغط على الوريد الأجوف السفلي. في حالة استمرارية التعب وانخفاض ضغط الدم، فقد يكون هناك حاجة لوضع المريضة بشكل جانبي على الكرسي بالكامل.
من الآمن أيضًا استخدام التخدير الموضعي للأسنان خلال الحمل؛ ومع ذلك، تركيز وكمية التخدير يجب ان ينظم بشكل جيد من قبل طبيب الأسنان. هناك نوع من التشكيك في سلامة التخدير الموضعي مع مضيق للأوعية في المرضى الذين يعانون من حالات مثل أمراض القلب أو مرض السكري وضغط الدم العالي أو فرط الدرقية الغير مراقبة.
وجدت الابحاث تحسن إيجابي في جودة حياة النساء الحوامل عند القيام بـعلاجات اللثة بالطريقة العادية؛ علاج الأنسجة الداعمة للأسنان، أو التنظيف العميق للأسنان (تقليح الأسنان وكشط الجذر)؛ وذلك عن طريق تقليل النشاط الميكروبي عن طريق إزالة البلاك (اللويحة سنية) وجير الاسنان والمهيجات الأخرى. عادة ما تحدث "أورام الحمل" على السطح الشفوي (عند اللثة المتواجدة بين الاسنان وبعضها). يمكن علاجها في عيادة الاسنان عن طريق الحك أو الشق العميق على حسب حجمها، ويجب على المرأة الحامل اتباع روتين نظافة الفم .

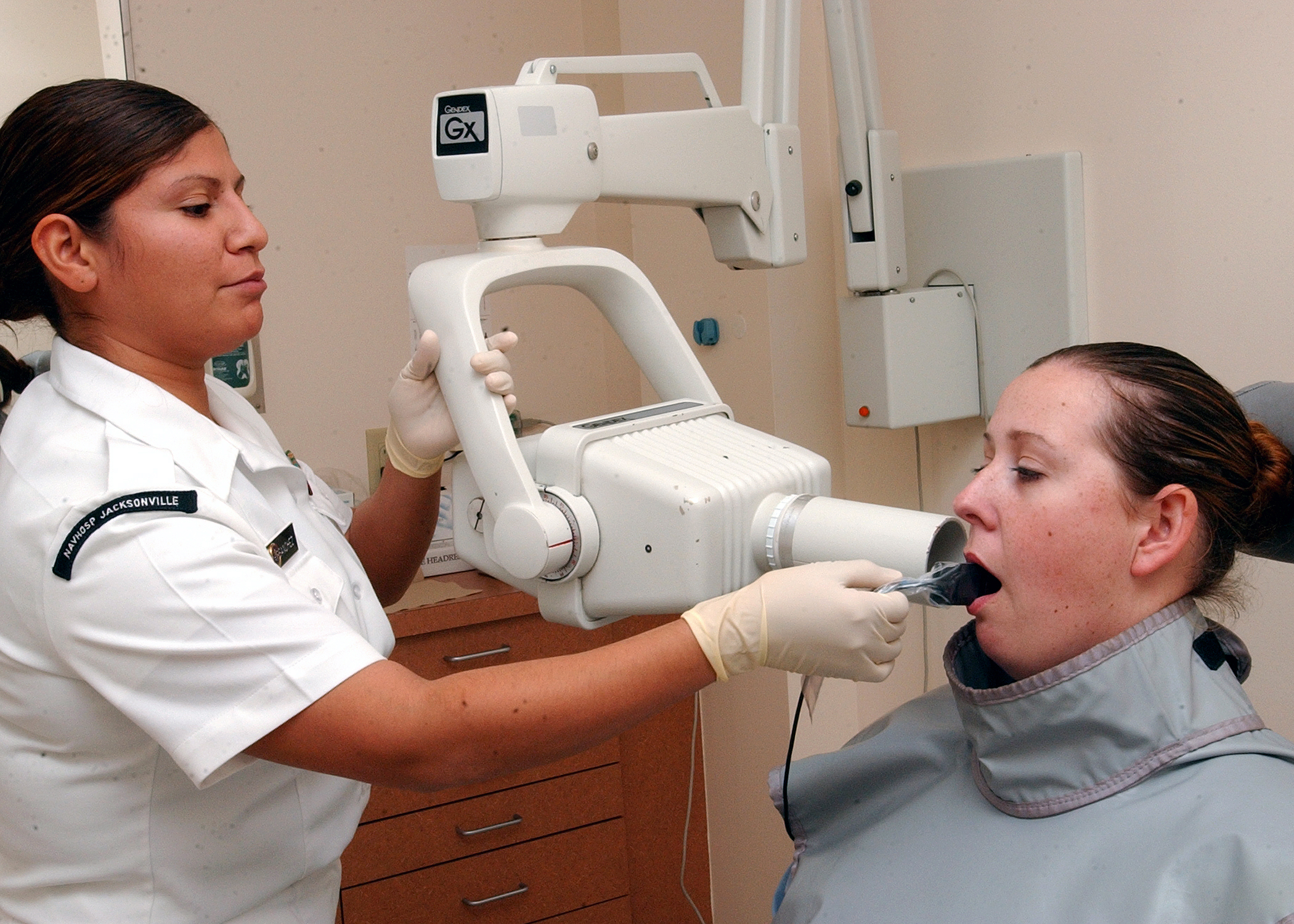
استخدام واقي رصاصي على الرقبة والبطن خلال التصوير الإشعاعي

## التعرض الإشعاعي
التصوير بالأشعة السينية (أشعة اكس راي) على الاسنان ليس له خطورة على الأم أو الجنين لأن كمية الأشعة المستخدمة قليلة ولكن يجب استخدام غطاء واقي من الرصاص على منطقة الرقبة والبطن.

## الأدوية والتشوهات الخَلْقية
صنفت إدارة الاغذية والعقاقير(FDA) الادوية وفقا لسلامتها فيما يتعلق بتأثيرها على الحوامل إلى 5 فئات، من الفئة (A) إلى الفئة (X). 
A- هو العقار الذي لم يشكل خطر في حدوث تشوهات في الجنين عند اختباره على النساء الحوامل.
B- تم استخدام الدواء في الدراسات على الحيوانات لكنه لم يكشف عن أي دليل على وجود ضرر على الجنين، ولكن لا توجد دراسات كافية لإثبات هذا الاستنتاج في النساء الحوامل، أو أظهرت الدراسات تأثيرًا سلبيًا فعليًا على الحيوانات، ولكن الدراسات في النساء الحوامل فشلت في إثبات وجود خطر على الجنين.
C - أظهرت الدراسات تأثير ضار ولكن لا يوجد دراسات لتحديد هذه الآثار في النساء الحوامل.
D- يتسبب الدواء في خطر على الجنين، لكن فوائد العلاج قد تفوق المخاطر المحتملة.
X - المنتج خطر لأنه يسبب تشوهات للجنين.

## الأدلة البحثية
كانت هناك اقتراحات بأن التهاب اللثة الحاد قد يزيد من خطر الولادة المبكرة أو يؤدي إلي انخفاض في وزن المولود، لكن في 2017 وجدت دراسة منهجية أدلة غير كافية لتحديد ما إذا كان التهاب اللثة يمكن أن يتسبب في هذه النتائج الضارة للولادة .